# David Canary
David Hoyt Canary (* 25. August 1938 in Elwood, Indiana; † 16. November 2015 in Wilton, Connecticut) war ein US-amerikanischer Schauspieler, vor allem bekannt durch seine Rollen in den Fernsehserien Bonanza und All My Children.

## Leben und Karriere
David Canary, nach eigenen Angaben Urgroßneffe der legendären Frontiersfrau Calamity Jane, war während seiner Schulzeit ein erfolgreicher Footballspieler an seiner Highschool in Massillon, Ohio. Er erhielt ein Sportstipendium für die University of Cincinnati, wo er 1960 einen Bachelorabschluss im Bereich Musik machte. Obwohl er ein Angebot des Footballteams Denver Broncos vorliegen hatte, entschloss er sich nach seinem Studienabschluss, eine Schauspielkarriere anzustreben und hierfür nach New York zu ziehen. Im April 1961 machte er sein Broadway-Debüt in der Musikkomödie The Happiest Girl in the World, weitere Bühnenauftritte am Broadway sowie in Los Angeles und San Francisco folgten.
In der Dramaserie Peyton Place spielte Canary zwischen 1965 und 1966 eine wiederkehrende Nebenrolle eines Therapeuten, woraufhin weitere Film- und Fernsehangebote folgten. Canarys Kinoauftritte sollten allerdings sporadisch bleiben, und wenn – etwa in den Western Man nannte ihn Hombre (1968) und Männer des Gesetzes (1975) –, so blieb es meist bei Nebenrollen. Seinen Bekanntheitsgrad steigerte er ab 1967 durch seine Rolle als Vorarbeiter „Candy“ Canaday in der Westernserie Bonanza, diese Figur verkörperte er bis 1973 in insgesamt 92 Folgen.
Seit den 1970er-Jahren war er in mehreren Seifenopern des US-Fernsehens zu sehen, obgleich er anfangs skeptisch war, ob er an solchen mitwirken sollte. In der Fernsehserie All My Children spielte er über 30 Jahre eine Doppelrolle als rücksichtsloser Serienschurke Adam Chandler und außerdem als dessen Zwillingsbruder, der leichtgläubige und ängstliche Stuart Chandler. In einer Folge von 2009 tötete Adam Chandler dann versehentlich seinen Bruder. Für seine Auftritte in All My Children wurde er zwischen 1986 und 2001 insgesamt fünfmal mit dem Daytime Emmy Award ausgezeichnet.
Seine erste Ehe mit Julie M. Anderson zwischen 1965 und 1971, aus der ein Kind erwuchs, wurde geschieden. Seit 1982 war er mit Maureen Maloney verheiratet; sie bekamen zwei Kinder. David Canary lebte in seinen letzten Jahren zurückgezogen in Wilton im US-Bundesstaat Connecticut, wo er am 16. November 2015 im Alter von 77 Jahren starb.

## Filmografie (Auswahl)
- 1965–1966: Peyton Place (Fernsehserie, 27 Folgen)
- 1967: Man nannte ihn Hombre (Hombre)
- 1967: Rauchende Colts (Gunsmoke, Fernsehserie, 2 Folgen)
- 1967: Chicago-Massaker (The St. Valentine’s Day Massacre)
- 1967–1973: Bonanza (Fernsehserie, 83 Folgen)
- 1968: Der Marshall von Cimarron (Cimarron Strip, Fernsehserie, Folge 1x18)
- 1968: Liebe, Lüge, Leidenschaft (One Life to Live) (Fernsehserie)
- 1969: Superhirn in Tennisschuhen (The Computer Wore Tennis Shoes)
- 1971: FBI (The F.B.I., Fernsehserie, Folge 7x03)
- 1971: Hawaii Fünf-Null (Hawaii Five-O, Fernsehserie, Folge 4x04 Der akademische Reiseklub)
- 1971: Ohne Furcht und Sattel (Bearcats!, Fernsehserie, Folge 1x05)
- 1971–1972: Alias Smith und Jones (Alias Smith and Jones, Fernsehserie, 2 Folgen)
- 1973: Tod eines Komplizen (Incident on a Dark Street, Fernsehfilm)
- 1973: Kung Fu (Fernsehserie, Folge 2x11 Caine und das Wundermittel)
- 1973–1974: California Cops – Neu im Einsatz (The Rookies, Fernsehserie, 2 Folgen)
- 1974: Die Story von Gun Kelly (Melvin Purvis: G-Man) (Fernsehfilm)
- 1975: Mörderhaie greifen an (Sharks’ Treasure)
- 1975: Männer des Gesetzes (Posse)
- 1975: Feuerwolke (Johnny Firecloud)
- 1975: Die knallharten Fünf (S.W.A.T., Fernsehserie, Folge 2x03)
- 1978: Der Fluch des Hauses Dain (Dain Curse, Miniserie, 3 Folgen)
- 1979–1980: The Doctors (Fernsehserie, 31 Folgen)
- 1981–1983: Another World (Fernsehserie, 16 Folgen)
- 1983–2011, 2013: All My Children (Fernsehserie, 1282 Folgen)
- 1990: In a Pig’s Eye
- 1998: Law & Order (Fernsehserie, Folge 9x07 Unter Kontrolle)
- 2000/2005: Liebe, Lüge, Leidenschaft (One Life to Live, Fernsehserie, 2 Folgen)
- 2001: Ein Hauch von Himmel (Touched by an Angel, Fernsehserie, 2 Folgen)
- 2011: Lass es, Larry! (Curb Your Enthusiasm, Fernsehserie, Folge 8x07 The Bi-Sexual)